# (3410) Vereshchagin
(3410) Vereshchagin (1978 SZ7) – planetoida z pasa głównego asteroid okrążająca Słońce w ciągu 3,4 lat w średniej odległości 2,26 j.a. Odkryła ją Ludmiła Żurawlowa 26 września 1978 roku.